# Мэдисон, Хелен
 Хелен Эмма Мэдисон (англ. Helene Emma Madison;  род. 19 июня 1913, Саут-Бенд, штат Вашингтон, США - ум. 27 ноября 1970, Сиэтл, штат Вашингтон, США) — американская пловчиха, трёхкратная чемпионка Олимпийских игр 1932 года в Лос-Анджелесе, неоднократная рекордсменка мира.
В период между 1930 и 1931 она побила 16 мировых рекордов. На летней Олимпиаде 1932 выиграла 3 золотые медали, установив 2 мировых и 1 олимпийский рекорды. После завершения карьеры стала инструктором по плаванию. Умерла от рака гортани в 1970 году в Сиэтле. В 1966 году была включена в международный зал славы плавания, а в 1992 году - в Олимпийский зал славы США.